# Nastro d'argento a la millor direcció novell
El Nastro d'argento (Cinta de plata) és un premi cinematogràfic concedit anyalment, des de 1946, pel Sindicat Nacional de Periodistes Cinematogràfics Italians (Sindacato Nazionale dei Giornalisti Cinematografici Italiani) l'associació italiana de crítics de cinema. Aquesta és la llista dels premis Nastro d'argento al millor director novell, entregats des de 1974. Quatre dels guanyadors d'aquest premi també han rebut el Nastro d'argento al millor director: Maurizio Nichetti, Giuseppe Tornatore, Paolo Virzì i Paolo Sorrentino.

## Guanyadors
Els guanyadors estan indicats en negreta, seguits dels altres candidats.

### Anys 1974-1979
- 1974: Marco Leto - La villeggiatura
  - Fabio Carpi - Corpo d'amore
- 1975: Luigi Di Gianni - Il tempo dell'inizio
- 1976: Ennio Lorenzini - Quanto è bello lu murire acciso
- 1977: Giorgio Ferrara - Un cuore semplice
- 1978: Sergio Nuti - Non contate su di noi
- 1979: Salvatore Nocita - Ligabue

### Anys 1980-1989
- 1980: Maurizio Nichetti - Ratataplan
- 1981: Massimo Troisi - Ricomincio da tre
- 1982: Alessandro Benvenuti - Ad ovest di Paperino
- 1983: Franco Piavoli - Il pianeta azzurro
- 1984: Gabriele Lavia - Il principe di Homburg
- 1985: Luciano De Crescenzo - Così parlò Bellavista
- 1986: Enrico Montesano - A me mi piace
- 1987: Giuseppe Tornatore - Il camorrista
- 1988: Carlo Mazzacurati - Notte italiana
- 1989: Francesca Archibugi - Mignon è partita

### Anys 1990-1999
- 1990: Ricky Tognazzi - Piccoli equivoci
  - Giacomo Campiotti - Corsa di primavera
  - Umberto Angelucci i Stefano Benni - Musica per vecchi animali
  - Gianfranco Cabiddu - Disamistade
  - Gianfrancesco Lazotti - Saremo felici
- 1991: Sergio Rubini - La stazione
  - Michele Placido - Pummarò
  - Livia Giampalmo - Evelina e i suoi figli
- 1992: Antonio Capuano - Vito e gli altri
  - Alessandro D'Alatri - Americano rosso
  - Italo Spinelli e Paolo Grassini - Roma-Paris-Barcelona
  - Maurizio Zaccaro - Dove comincia la notte
  - Giulio Base - Crack
- 1993: Mario Martone - Morte di un matematico napoletano
  - Pasquale Pozzessere - Verso sud
  - Aurelio Grimaldi - La discesa di Aclà a Floristella
  - Carlo Carlei - La corsa dell'innocente
  - Marco Bechis - Alambrado
- 1994: Pappi Corsicato - Libera
  - Wilma Labate - Ambrogio
  - Leone Pompucci - Mille bolle blu
  - Gianpaolo Tescari - Tutti gli uomini di Sara
- 1995: Paolo Virzì - La bella vita
  - Enzo Monteleone - La vera vita di Antonio H.
  - Simona Izzo - Maniaci sentimentali
  - Massimo Martella - Il tuffo
  - Renzo Martinelli - Sarahsarà
- 1996: Sandro Baldoni - Strane storie
  - Ciprì e Maresco - Lo zio di Brooklyn
  - Mimmo Calopresti - La seconda volta
  - Gianni Zanasi - Nella mischia
  - Stefano Incerti - Il verificatore
- 1997: Roberto Cimpanelli - Un inverno freddo freddo
  - Anna Di Francisca - La bruttina stagionata
  - Ugo Chiti - Albergo Roma
  - Massimo Spano - Marciando nel buio
  - Fulvio Ottaviano - Cresceranno i carciofi a Mimongo
- 1998: Roberta Torre - Tano da morire
  - Antonio Albanese - Uomo d'acqua dolce
  - Franco Bernini - Le mani forti
  - Fabio Nunziata, Eugenio Cappuccio e Massimo Gaudioso - Il caricatore
  - Matteo Garrone - Terra di mezzo
- 1999: Luciano Ligabue - Radiofreccia
  - Gabriele Muccino - Ecco fatto
  - Vincenzo Salemme - L'amico del cuore
  - Donatella Maiorca - Viol@
  - Armando Manni - Elvjs e Merilijn

### Anys 2000-2009
- 2000: Alessandro Piva - LaCapaGira
  - Piergiorgio Gay i Roberto San Pietro - Tre storie
  - Giovanni Davide Maderna - Questo è il giardino
  - Lucio Pellegrini - E allora mambo!
  - Fabio Segatori - Terra bruciata
- 2001: Alex Infascelli - Almost Blue
  - Andrea i Antonio Frazzi - Il cielo cade
  - Daniele Gaglianone - I nostri anni
  - Giuseppe Rocca - Lontano in fondo agli occhi
  - Gionata Zarantonello - Medley - Brandelli di scuola
- 2002: Paolo Sorrentino - L'uomo in più
  - Franco Angeli - La rentrée
  - Vincenzo Marra - Tornando a casa
  - Marco Ponti - Santa Maradona
  - Andrea Porporati - Sole negli occhi
- 2003: Maria Sole Tognazzi - Passato prossimo
  - Giada Colagrande - Aprimi il cuore
  - Francesco Falaschi - Emma sono io
  - Francesco Patierno - Pater familias
  - Spiro Scimone e Francesco Sframeli - Due amici
  - Daniele Vicari - Velocità massima
- 2004: Franco Battiato - Perdutoamor
  - Luca D'Ascanio - Bell'amico
  - Eleonora Giorgi - Uomini e donne, amori e bugie
  - Alessandro Haber - Scacco pazzo
  - Salvatore Mereu - Ballo a tre passi
  - Piero Sanna - La destinazione
- 2005: Saverio Costanzo - Private
  - Antonio Bocola e Paolo Vari - Fame chimica
  - Valeria Bruni Tedeschi - Il est plus facile pour un chameau...
  - Paolo Franchi - La spettatrice
  - David Grieco - Evilenko
- 2006: Francesco Munzi - Saimir
  - Stefano Mordini - Provincia meccanica
  - Vittorio Moroni - Tu devi essere il lupo
  - Fausto Paravidino - Texas
  - Stefano Pasetto - Tartarughe sul dorso
- 2007: Kim Rossi Stuart - Anche libero va bene
  - Massimo Andrei - Mater natura
  - Alessandro Angelini - L'aria salata
  - Giambattista Avellino, Salvo Ficarra e Valentino Picone - Il 7 e l'8
  - Libero De Rienzo - Sangue - La morte non esiste
  - Roberto Dordit - Apnea
- 2008: Andrea Molaioli - La ragazza del lago
  - Giorgio Diritti - Il vento fa il suo giro
  - Davide Marengo - Notturno bus
  - Mohsen Melliti - Io, l'altro
  - Silvio Muccino - Parlami d'amore
- 2009: Gianni Di Gregorio - Pranzo di ferragosto
  - Marco Amenta - La siciliana ribelle
  - Federico Bondi - Mar nero
  - Marco Pontecorvo - Pa-ra-da
  - Stefano Tummolini - Un altro pianeta

### Anys 2010-2019
- 2010: Valerio Mieli - Dieci inverni ex aequo Rocco Papaleo - Basilicata coast to coast
  - Giuseppe Capotondi - La doppia ora
  - Susanna Nicchiarelli - Cosmonauta
  - Claudio Noce - Good Morning Aman
- 2011: Alice Rohrwacher - Corpo celeste
  - Aureliano Amadei - 20 sigarette
  - Massimiliano Bruno - Nessuno mi può giudicare
  - Ascanio Celestini - La pecora nera
  - Edoardo Leo - 18 anni dopo
- 2012: Francesco Bruni - Scialla! (Stai sereno)
  - Gianluca i Massimiliano De Serio - Sette opere di misericordia
  - Guido Lombardi - Là-bas - Educazione criminale
  - Andrea Segre - Io sono Li
  - Stefano Sollima - ACAB - All Cops Are Bastards
- 2013: Valeria Golino - Miele
  - Giuseppe Bonito - Pulce non c'è
  - Leonardo Di Costanzo - L'intervallo
  - Alessandro Gassmann - Razzabastarda
  - Luigi Lo Cascio - La città ideale
- 2014: Pif - La mafia uccide solo d'estate
  - Emma Dante - Via Castellana Bandiera
  - Fabio Grassadonia, Antonio Piazza - Salvo
  - Fabio Mollo - Il sud è niente
  - Sebastiano Riso - Più buio di mezzanotte
  - Sydney Sibilia - Smetto quando voglio
- 2015: Edoardo Falcone - Se Dio vuole
  - Michele Alhaique - Senza nessuna pietà
  - Laura Bispuri - Vergine giurata
  - Duccio Chiarini - Short Skin - I dolori del giovane Edo
  - Eleonora Danco - N-capace
- 2016: Gabriele Mainetti - Lo chiamavano Jeeg Robot
  - Ferdinando Cito Filomarino - Antonia.
  - Carlo Lavagna - Arianna
  - Piero Messina - L'attesa
  - Giulio Ricciarelli - Il labirinto del silenzio (Im Labyrinth des Schweigens)
- 2017: Andrea De Sica - I figli della notte
  - Vincenzo Alfieri - I peggiori
  - Marco Danieli - La ragazza del mondo
  - Roberto De Paolis - Cuori puri
  - Fabio Guaglione e Fabio Resinaro - Mine
- 2018: Fabio e Damiano D'Innocenzo - La terra dell'abbastanza
  - Annarita Zambrano - Dopo la guerra 
  - Valerio Attanasio - Il tuttofare
  - Donato Carrisi - La ragazza nella nebbia
  - Dario Albertini - Manuel
- 2019: Leonardo D'Agostini - Il campione ex aequo Valerio Mastandrea - Ride
  - Ciro D'Emilio - Un giorno all'improvviso
  - Margherita Ferri - Zen sul ghiaccio sottile
  - Michela Occhipinti - Il corpo della sposa

### Anys 2020-2029
- 2020: Marco D'Amore – L'immortale
  - Stefano Cipani – Mio fratello rincorre i dinosaure
  - Roberto De Feo – The Nest (Il nido)
  - Ginevra Elkann – Magari
  - Carlo Sironi – Sole
  - Igort – 5 è il numero perfetto